# Aleksander Lubomirski (1751-1804)
Ne doit pas être confondu avec Aleksander Dominik Lubomirski, Aleksander Michał Lubomirski (1614-1677), Aleksander Michał Lubomirski (1642-1675) ou Aleksander Ignacy Lubomirski.
Aleksander Lubomirski (1751-17 juillet 1804), prince polonais de la famille Lubomirski, castellan de Kiev 1785-1790

## Biographie
Aleksander Lubomirski est le fils de Stanisław Lubomirski et de Ludwika Honorata Pociej.
De son oncle Antoni Lubomirski il reçoit en héritage le palais Lubomirski (en), à Opole Lubelskie.

## Mariage et descendance
En 1787, il épouse Rozalia Chodkiewicz qui lui donne une fille :
- Aleksandra Franciszka Lubomirska (1788-1865), épouse de Wenceslas Séverin Rzewuski

Le mariage n'est pas très heureux et Rozalia voyage en France avec sa fille. Arrêtée pour espionnage sous le régime de la Terreur, elle est guillotinée à Paris, en 1794.

## Sources
- (en) Cet article est partiellement ou en totalité issu de l’article de Wikipédia en anglais intitulé « Aleksander Lubomirski (1751–1804) » (voir la liste des auteurs).